# Eriocaulon sekimotoi
Eriocaulon sekimotoi är en gräsväxtart som beskrevs av Masaji Masazi Honda. Eriocaulon sekimotoi ingår i släktet Eriocaulon och familjen Eriocaulaceae. Inga underarter finns listade i Catalogue of Life.